# Кејси Најстат
Кејси Овен Најстат (енгл. Casey Neistat /ˈkæsɪˌˈnaɪstæt/; рођен је 25. марта 1981. године.) је амерички филмски режисер, продуцент, творац популарних YouTube снимака, легенда Влог снимака и суоснивач друштвене мреже Beme. Најстат и његов брат Ван, су творци популарне HBO серије, The Neistat Brothers.

## Детињство
Најстат је рођен и одрастао у Њу Лондону, Конектикату. Напустио је Гимназију Ледјард у 10. разреду са 15 година и није је завршио. Од 17. до 20. године живео је у приколици са својом девојком, Робин, и њиховим сином, Овеном. Године 2001. Најстат се преселио у Њујорку.

### Филмови Том Сакс-a
Средином 2001. године Најстат и његов брат Ван су отпочели сарадњу са уметником Том Сакс-ом, створивши из те сарадње серију филмова о скулптурама и инсталацијама овог уметника. Ово су најранији радови Најстат браће.

### Прљава тајнаiPod-а
Најстат је први пут дошао под глобално око јавности 2003. године снимком Прљава тајна iPod-а критикујући Apple-ово непостојање програма за купце у вези замене батерије за iPod. Снимак се брзо проширио широм Америка задобиши пажњу како народа тако и саме компаније Apple. Снимак почиње разговором између Casey-a и оператера где му Casey објашњава да је након 18 месеци коришћења батерије на iPod његова батерија већ истрошена и неупотребљива. Оператер сугерише да би више новца било потребно за поправку и замену батерије као и за трошкове доставе него у случају да купи нови iPod на шта га и упућује. Уз звуке песме "Express Yourself"  Casey почиње "Саопштење за јавност" - кампању информисања потрошача о батеријама iPod-a и њиховом кратком трајању. Користећи спреј и картонски изрезан натпис ,, Незаменљива батерија iPod-a траје само 18 месеци обилази улице Менхетна и ставља овај натпис на рекламе за Apple-ov iPod.
Снимак је окачен на Интернет 20. септембра 2003. године две године пре него је настао YouTube и у року од шест дана је прегледан преко милион пута. Снимак је брзо привукао пажњу медија и контроверза око незаменљиве батерије iPod-a је била пропраћена широм света у преко 130 медија, укључујући и The Washington Post, Rolling Stone Magazine, Fox News, CBS News и BBC News.
Apple је званично најавио политику замене батерије 14. новембра 2003. године и најавио програм проширене гаранције 21. новембра. Однос између  Casey-a i Apple-a је био пропраћен и називом "прича o Давиду и Голијату" на Fox News-u. Apple портпарол Наталија Секвејра порекла је било какву везу између снимка и нове политике по питању замене батерије, наводећи да је ревизија политике замене батерије била у плановима и изради месецима пре него што је Кејзи Најстат објавио снимак.

## Интернет снимци
Најстат је објавио 451 (до 25. фебруара 2016) кратких филмова/снимака на YouTube-у, на налогу креираном 15. фебруара 2010. године. Тема филмова/снимака варира и у већини је Најстат сам главна тема ( Влогови). 24. августа2015. године, Најстат је достигао 1 милион претплатника на свом YouTube каналу, a пола године касније тј. 28. јануара 2016. достигао и 2 милиона претплатника.

### Бесплате новчанице од 2$
Кејси Најстат у свом троминутном снимку од 14. фебруара 2012. говори о томе како је направио "гомилу новчаница од 2$" и да ће их послати бесплатно свакоме ко му шаље коверту са својом адресом на његову адресу. На снимку видимо како налепнице лепи по разним објектима у Њујорку широм града.

## Креирање реклама
Поред каријере како на телевизији тако и на филму, Неистат је режирао и телевизијске рекламе, радивши са клијентима као што су Најке, Инц, Гугл и Мерцедес-Бенц.

## Приватни живот
Дана 18. фебруара, 2013. Најстат је верио Кендис Пул, која је представљена у многим његовим филмовима. 29. децембра 2013. године, Кендис и Најстат су се венчали у Кејптауну, Јужна Африка. Имају ћерку, Францине. Неистат има сина, Овен, из претходне везе са Робин Харисом.